# Stuart Kornfeld
Stuart Arthur Kornfeld (* 4. Oktober 1936 in St. Louis) ist ein US-amerikanischer Hämatologe an der Washington University in St. Louis.

## Leben und Wirken
Kornfeld erwarb 1958 einen Bachelor am Dartmouth College in Hanover, New Hampshire, und 1962 einen M.D. an der Washington University School of Medicine in St. Louis, Missouri. Kornfeld arbeitete zunächst als Assistenzarzt im Barnes Hospital in St. Louis, unterbrochen von einer Tätigkeit als Forschungsassistent im National Institute of Arthritis and Metabolic Diseases (heute National Institute of Arthritis and Musculoskeletal and Skin Diseases), einer Einrichtung der National Institutes of Health (NIH). Seit 1966 gehört Kornfeld zum Lehrkörper der Washington University School of Medicine, wo er zahlreiche akademische Positionen innehatte, zuletzt als Professor für Innere Medizin.
Kornfeld ist verheiratet und hat drei Kinder.
Kornfeld und Mitarbeiter gelangen wichtige Beiträge zur Aufklärung, wie Enzyme innerhalb einer Zelle an den Bestimmungsort (insbesondere die Lysosome) gelangen. Dazu kommen wichtige Erkenntnisse zur Pathogenese lysosomaler Speicherkrankheiten.

## Auszeichnungen (Auswahl)
- 1982 Mitglied der National Academy of Sciences
- 1988 Mitglied der American Academy of Arts and Sciences[1]
- 1991 Passano Award[2]
- 2010 George M. Kober Medal der Association of American Physicians[3]
- 2010 E. B. Wilson Medal[4][5]